# August Mau
August Mau (Quiel, 15 de outubro de 1840 — Roma, 6 de março de 1909) foi um historiador de arte e arqueólogo alemão.

## Biografia
Foi um historiador de arte alemão e arqueólogo que trabalhou com o Deutsches Archäologisches Institut enquanto estudava e classificava as pinturas romanas em Pompéia, que foi destruída com a cidade de Herculano por erupção vulcânica em 79 DC. As pinturas estavam em excelente estado de conservação devido à preservação pelas cinzas vulcânicas que cobriam a cidade. Mau primeiro dividiu essas pinturas nos quatro estilos de Pompeu ainda usados como classificação.
Mau nasceu em Kiel, onde leu Filologia Clássica na Universidade de Kiel e depois na Universidade de Bonn. Mudou-se para Roma, por motivos de saúde, em 1872, onde se tornou secretário do Instituto Arqueológico Alemão e catalogou o acervo de sua extensa biblioteca. Seus interesses estavam acima de tudo em Pompéia, com inscrições e pinturas romanas nas paredes, onde se baseou em trabalhos anteriores publicados por Wolfgang Helbig e Giuseppe Fiorelli.
Mau morreu em Roma em 1909.

## Publicações
- Pompejanische Beiträge. Reimer, Berlim 1879
- Geschichte der decorativen Wandmalerei in Pompeji. Reimer, Berlim 1882.
- Führer durch Pompeji. Furchheim, Naples 1893
- Pompeji in Leben und Kunst. Engelmann, Leipzig 1900
- Katalog der Bibliothek des Kaiserlich Deutschen Archäologischen Instituts in Rom. Löscher, Rome In parts, 1913–1932,